# Fantastico
Il fantastico o letteratura dell'immaginario, indicato a volte anche con l'espressione inglese di speculative fiction, è un genere di narrazione basato sulla rappresentazione di elementi e situazioni immaginarie che esulano dall'esperienza quotidiana, straordinarie, che si ritiene non si verifichino nella realtà comunemente sperimentata. Tra gli elementi che possono definire una situazione fantastica vi è l'intervento del soprannaturale o del meraviglioso, come la magia o una invenzione tecnologica futuribile, ma non solo. Nel vasto ambito del fantastico si possono raggruppare un'ampia schiera di sottogeneri differenti, tra i quali il fantasy, la fantascienza, il gotico e l'orrore.

## Origini del fantastico
Sotto un certo punto di vista si può iniziare a parlare di letteratura fantastica o di fantasia sin dall'alba dell'uomo, in cui si recitavano versi propiziatori di carattere sacro o epico, per implorare la benevolenza degli dei o celebrare le gesta dei guerrieri. I primi drammi, i cui personaggi erano maschere di divinità che si affrontavano tra loro (ad esempio per simboleggiare la lotta tra gli inferi e la luce al solstizio d'inverno), sarebbero nati in questo modo. In tempi storici gli antichi Egizi avevano formato una mitologia molto complessa già alcuni millenni prima di Cristo con i loro racconti di cui rimane testimonianza nelle piramidi. Nella stessa classe della letteratura mitologica rientrano anche i racconti sulle divinità greche, romane, norrene, induiste e native americane.

## Il fantastico nella letteratura moderna
Sebbene si possa parlare di letteratura fantastica o di fantasia sin dai tempi degli antichi Egizi, è solo con la fiaba e la favola che si comincia a parlare di fantastico: in origine erano racconti per lo più dell'orrore fruibili quasi esclusivamente dagli adulti, per il fatto stesso che, a differenza dei bambini, la loro fantasia doveva essere stuzzicata. Col tempo questi sono diventati generi per l'infanzia, ma i primi racconti e leggende su mostri, orrori indicibili, fantasmi e quant'altro sono ancora oggi considerati classici del genere fantastico, che a sua volta si suddivide in vari sottogeneri. Il primo ad avere parlato di letteratura fantastica, ad averne fatto la storia ed esaminato le caratteristiche è lo scrittore francese Charles Nodier, nel suo saggio Il fantastico in letteratura (Du fantastique en littérature), pubblicato nella Revue de Paris nel 1830.

### Classificazione dei generi secondo Calvino
Italo Calvino ha proposto una suddivisione del genere fantastico in fantastico visionario, con elementi soprannaturali come fantasmi e mostri (che include come sottogeneri fantascienza, horror, narrativa gotica e via dicendo) e fantastico mentale (o quotidiano), dove il soprannaturale si realizza tutto nella dimensione interiore (si pensi per esempio a Il giro di vite di Henry James, o a Marcovaldo ovvero Le stagioni in città dello stesso Calvino).

### Classificazione dei generi secondo Todorov
Cvetan Todorov nel suo saggio La letteratura fantastica sostiene che il fantastico è un genere "spurio". Il fantastico si muove sempre tra meraviglioso e perturbante (o strano), il primo essendo la narrazione dove elementi irreali sono presenti nella storia senza che la loro sussistenza crei problemi epistemologici agli attanti; il secondo è invece quella narrazione dove il momento di incertezza ("è vero o è falso quello che sto vedendo?") si risolve con una riaffermazione dei principi realistici.

### Meccanismo psicologico del fantastico secondo Todorov
Il fantastico secondo Todorov è capace di evocare nel lettore scene irreali rendendole credibili dal punto di vista mimetico, anche se il narratore non rinuncia ad esprimere incertezze su quello che vede o sente, l'effetto di angoscia, timore è creato dal voluto stato di sospensione tra reale e soprannaturale, realtà e sogno mai irrisolto. Ciò è possibile utilizzando tecniche tipiche della narrazione moderna e naturalistica da una parte, e molti dei sapienti espedienti psicologici del gotico e del thriller dall'altra. Non a caso, la maggior parte dei racconti fantastici sono opera di letterati moderni, soprattutto dall'Ottocento ai giorni nostri. Dal punto di vista del contenuto l'effetto è reso possibile in quanto lo scrittore fa leva su timori o desideri escatologici legati alle nostre credenze (religione, filosofia, magia ecc.) o comunque a quelle nelle quali il lettore è stato educato. Nel mondo cristiano per esempio, il castello medievale, il monastero, la cripta e il cimitero evocano spesso timori nel visitatore: il fantastico fa un salto in più e li materializza in un contesto realistico, ma non necessariamente reale (simile a quello in cui viviamo).
Al contrario, nella fiaba o nel mito l'orco e il drago non spaventano più di tanto anche perché il contesto in cui appare non è plausibile almeno per il lettore adulto: castelli sulle nuvole, pianeti o continenti immaginari popolati di nani, streghe e di giganti rivelano apertamente la natura deliberatamente fittizia della storia, dove i personaggi stessi non sembrano fatti di carne e ossa. Todorov classifica le favole nel meraviglioso, quello che solitamente è denominato con la dicitura fantasy.
Nel fantastico l'effetto consiste invece nella sorpresa: è l'irruzione nel mondo reale di qualcosa che non vi appartiene, e l'effetto è perturbante. L'intervento del soprannaturale è credibile, ma sempre dato come possibile o probabile perché il narratore adduce prima o poi dei piccoli indizi (testimonianze contraddittorie o manifestazioni non facilmente risolvibili con la coerenza della fisica). Anche se gli indizi che fanno incrinare la credibilità della storia non sono probanti e lasciano il lettore nell'impossibilità di dipanare quei dubbi.
Il protagonista può vedere un fantasma, sentire delle voci provenienti da tombe, essere anche rapito da mostri. Ma se affiorano dubbi sulla sua sanità mentale o sul suo uso di droghe psichedeliche il salto definitivo nel meraviglioso è impossibile e restiamo in un'atmosfera di incertezza, di suspense tra sogno e realtà.
Todorov afferma che la spiegazione razionale è sicuramente accettabile, ma che manca di un alibi di ferro: l'immagine ricorrente è quella di un piccolo spiraglio aperto sulla stanza del soprannaturale attraverso il quale scorgiamo qualcosa di sospetto e magari terrificante, senza che possiamo uscire dalla nostra. La rigidità della definizione di Todorov verrà poi messa in discussione con l'avvento del postmodernismo e della mescidazione che ne seguirà.

## Sottogeneri

### Fantasy
Il genere fantasy è, nell'uso comune, quello più legato al fantastico, pur se in realtà ne è un semplice comparto. È, tra tutti i generi fantastici, quello più legato alla letteratura mitica, alle fiabe e alle favole, in cui la magia e gli eventi inspiegabili, nemmeno con ipotesi scientifiche, sono una parte importante nella vicenda.
Tra i padri del genere un posto di primo piano va assegnato a J. R. R. Tolkien, autore della celebre trilogia de Il Signore degli Anelli. Sulla sua scia si inserisce tutta una serie di autori, tra i quali Terry Brooks, Roald Dahl, Tanith Lee, Marion Zimmer Bradley (Le nebbie di Avalon), Terry Pratchett (la serie del Mondo Disco), Michael Ende (La storia infinita e Momo), Robert Jordan (La Ruota del Tempo), David Eddings (Il ciclo del Belgariad), George R. R. Martin ("Cronache del ghiaccio e del fuoco"), Clive Staples Lewis (Cronache di Narnia), Christopher Paolini (Ciclo dell'eredità).
Uno dei sottogeneri più importanti è fantasy epico (comprendente l'heroic fantasy, il fantasy eroico) generato dall'unione tra il poema epico e il fantasy: maestro indiscusso del genere è stato Robert Ervin Howard con la saga del cimmero Conan.
Da citare anche l'apporto dato al genere heroic fantasy da Michael Moorcock, con i suoi antieroi, tra i quali spiccano per spessore psicologico e complessità di carattere Elric di Melniboné e John Daker (alias Erekose, Urlik Skarsol, Flamadin o Il Campione Eterno).
Tra gli autori contemporanei più apprezzati c'è Neil Gaiman autore di Sandman e Terry Pratchett.
Oggi la saga fantasy più letta al mondo è quella di Harry Potter di J.K. Rowling, che ha ridefinito il sottogenere dell'urban fantasy.
Nel tempo, si è andata a sviluppare una notevole sperimentazione nella fantasy, volta a liberare il genere dai suoi cliché. Si sono così sviluppati vari sottogeneri innovativi e originali. Addirittura molti scrittori della "nuova fantasy" (in particolar modo new weird, bizarro fiction, science fantasy e steamfantasy) hanno più volte osteggiato con violenza il lavoro di Tolkien e dei tanti autori da lui ispirati, considerati colpevoli di aver fossilizzato il genere sui suoi cliché fino a ridurlo in agonia. Esponenti di spicco della "nuova fantasy" sono China Miéville, Jeff VanderMeer, Michael Swanwick, Alan Campbell, Carlton Mellick III, Mary Gentle, Clive Barker, Philip Pullman, C. S. Friedman e Steph Swainston.

### Fantascienza
La fantascienza è probabilmente il genere fantastico più noto al grande pubblico. Il romanzo scientifico, precursore della fantascienza, nasce dal romanzo fantastico-avventuroso. La science fiction trova negli anni quaranta del XX secolo la sua "epoca d'oro". L'esperienza del non quotidiano, in questo tipo di narrativa, non è da ricollegarsi alla magia o al mistero ma a fatti scientificamente possibili, e si esplorano gli effetti di teorie scientifiche e di tecnologie plausibili anche se non ancora scoperte. Nascono quindi, come variazione a questa semplice definizione di base, vari tipi di fantascienza, sottogeneri e filoni, come ad esempio il cyberpunk.
Padri o esponenti di rilievo del genere fantascientifico sono considerati, tra gli altri, Jules Verne, H.G. Wells, Edgar Rice Burroughs, Isaac Asimov, Philip K. Dick, Frank Herbert, Ray Bradbury.

### Romanzo gotico
Il primo passo verso la letteratura dell'orrore e del mistero è il romanzo gotico. Se i racconti di streghe e fantasmi sono da considerarsi i primi esempi stilistici di tale genere, le sue origini sono però da porsi con Il castello di Otranto (1764) di Horace Walpole. Da lì in poi molti autori si sono cimentati con questa particolare forma di espressione: tra i principali la scrittrice Mary Shelley con il suo Frankenstein e Bram Stoker, il cui romanzo più famoso, Dracula, è anche considerato uno degli ultimi, se non l'ultimo, romanzo gotico. Una citazione allora la merita anche John William Polidori, che con il suo racconto Il vampiro ha dato origine al mito letterario del Vampiro (di cui Dracula è il più illustre esempio), che ancora oggi affascina i lettori di tutto il mondo.
Nella categoria del romanzo gotico vengono spesso classificati tutti quei romanzi che parlano di creature mostruose, come appunto Frankenstein o il Golem.
Uno degli esponenti contemporanei di questo genere di letteratura è considerato l'italiano Valerio Evangelisti, che mescola quelli gotici con altri temi fantastici e in particolare fantascientifici. Grande notorietà per le sue storie di streghe e vampiri ha oggi Anne Rice.

### Romanzo dell'orrore
Erede diretta del romanzo gotico è la letteratura dell'orrore o horror, un genere che ha da un lato attirato il nostro lato morboso e macabro, e dall'altro respinto proprio a causa della paura, sentimento su cui si basa il genere.
I padri dell'orrore, coloro che, in un certo senso, ne hanno dettato le fondamenta e le leggi con le loro opere sono Edgar Allan Poe e Howard Phillips Lovecraft. Da qui in poi l'orrore ha marciato spedito, raccogliendo consensi e un sempre maggiore seguito. Tra gli autori viventi quello di maggior successo commerciale è Stephen King.
Tra gli autori emersi negli ultimi anni ci sono anche Clive Barker e Dan Simmons.